# Mario Brenta
Pour les articles homonymes, voir Brenta.
Mario Brenta (né le 17 avril 1942  à Venise) est un réalisateur, documentariste, scénariste et directeur de la photographie italien. 

## Biographie
Né à Venise, Mario Brenta réalise ses premières expériences professionnelles dans la publicité, d'abord comme graphiste puis comme scénariste de spots télévisés. Sa véritable passion est cependant le cinéma, raison pour laquelle il s'installe à Rome où il travaille durant plusieurs années comme premier assistant-réalisateur et scénariste.  
Vermisat, son premier long-métrage, raconte une histoire de marginalisation, de conflit entre cultures différentes. Présenté dans la sélection officielle de la Mostra de Venise en 1974, il remporte par ailleurs plusieurs récompenses, dont la « Grolla d'Oro » de la meilleure première œuvre à Saint Vincent et le « Prix spécial du jury » (ex æquo avec Spéciale Première (The Front Page) de Billy Wilder) au Festival international du film de Valladolid. Il est le troisième finaliste du prix Rizzoli pour le meilleur film italien de la saison 1974-75 en même temps que Profession reporter de Michelangelo Antonioni et Allonsanfan des Frères Taviani. 
Les années suivantes il se consacre principalement au documentaire de création en travaillant pour Raiuno, La Sept-Arte, France 2 et Svenska Film Institutet. C’est alors qu’il réalise Effet Olmi (1982) et Robinson de la lagune (1985) – tous deux en sélection officielle au Festival de Locarno. Il revient à la fiction en 1988 avec le long-métrage Maicol – une histoire nocturne urbaine, minimaliste et cruelle d’une fille-mère avec un enfant de cinq ans; il obtient le Prix « Film et Jeunesse » (Cannes 1988) et le prix « Georges Sadoul » (ex æquo avec Sweetie de Jane Campion) pour le meilleur film étranger de l'année 1989. Le film est entièrement produit dans le cadre de IpotesiCinema, atelier cinématographique « école-non-école » créé par Ermanno Olmi dont Mario Brenta a été l'un des membres fondateurs et où il travaille depuis le début à la formation de nouveaux réalisateurs. 
Barnabo delle Montagne (1994), long-métrage de fiction adaptaté du roman éponyme de Dino Buzzati, est une œuvre qui s'inscrit dans le courant du « réalisme magique. ». Sélectionné en compétition au Festival de Cannes, il remporte par ailleiurs plusieurs prix parmi lesquels le prix Italia pour le meilleur film de l'année 1994, le « Grand prix » du Festival du cinéma méditerranéen de Montpellier, le prix du meilleur réalisateur et la mention spéciale de la critique au Festival international du cinéma latino à Gramado, dans la mésorégion métropolitaine de Porto Alegre, au Brésil et en 1995, il obtient le Grand prix au Festival du film de montagne de Trente ainsi qu'au Festival du film des Diablerets (Suisse). Il gagne également le « Ciak d’Oro » du meilleur film de l'année pour les costumes et le prix « Nestor Almendros » pour la meilleure photographie. 
Il revient ensuite au documentaire de création qu'il co-réalise avec Karine de Villers avec Calle de la Pietà (2010); Agnus Dei (2012) les deux primés au Festival de Leeuwarden, aux Pays-Bas, La Pièce co-réalisé avec Denis Brotto (2011). Corps à Corps (2014) co-réalisé avec Karine de Villers reçoit le Grand prix au Festival de Prague. Dans la foulée, ils réalisent Black Light (2015) et Delta Park (2016) qui obtient le prix du scénario au Festival du film de Vérone ainsi que le Prix Averoes au Festival Cinéma et Philosophie de Fès (Maroc) puis Le Sourire du chat (2018), qui remporte le prix du meilleur documentaire italien au Festival du cinéma sur l'environnement de Turin (2019).  
Mario Brenta est aussi professeur de Langage cinématographique et d'iconologie du cinéma à l'université de Padoue et de réalisation à L'École d'art cinématographique Gian Maria Volontè de Rome et  à l'ACT de Cinecittà ainsi que visiting professor au CSC de Milan, à la FEMIS à Paris, à l'INSAS à Bruxelles, à l'ISMAC àe Rabat et dans plusieurs universités étrangères parmi lesquelles : Paris Sorbonne, Nice, Amiens, Valladolid, Segovia, Tétouan.

## Filmographie

### Comme réalisateur
- 1975 : Vermisat (it)
- 1982 : Effet Olmi
- 1985 : Robinson de la lagune
- 1988 : Maicol (it)
- 1994 : Barnabo delle montagne
- 2010 : Calle della Pietà (documentaire), co-réalisé avec Karine de Villers
- 2011 : La Pièce (documentaire), co-réalisé avec Denis Brotto
- 2012 : Agnus Dei (documentaire), co-réalisé avec Karine de Villers
- 2014 : Corps à Corps (documentaire), co-réalisé Karine de Villers - d'après les répétitions d'un spectacle théâtral Orchidée de Pippo Delbono
- 2015 : Black Light (documentaire), co-réalisé avec Karine de Villers d'après une performance de Vincent Glowinski.
- 2016 : Delta Park (documentaire), co-réalisé avec Karine de Villers
- 2018 : Le Sourire du chat (documentaire), co-réalisé avec Karine de Villers
- 2021 : Isole (documentaire), co-réalisé avec Karine de Villers

### Comme scénariste
- 1971 : Vivere a Los Angeles de Carlo Tuzii
- 1972 : Tutte le domeniche mattina de Carlo Tuzii
- 1975 : Vermisat (it) de Mario Brenta
- 1975 : Istantanea per un delitto de Mario Imperoli
- 1975 : L'uomo dei venti de Carlo Tuzii
- 1994 : Barnabo delle montagne de Mario Brenta
- 2004 : Segui le ombre (it) de Lucio Gaudino

### Comme directeur de la photographie
- 1981 : Napoléon d'Abel Gance, classique du cinéma datant de 1927 restauré par Francis Ford Coppola via sa société American Zoetrope
- 1982 : Huit rencontres avec Robert Altmann d'Andrea Andermann
- 1986 : Gli ultimi de Piermaria Formento
- 2010 : Calle della Pietà (documentaire),  de Mario Brenta, co-réalisé avec Karine de Villers
- 2012 : Agnus Dei (documentaire),  de Mario Brenta, co-réalisé avec Karine de Villers
- 2014 : Corps à Corps (documentaire),  de Mario Brenta, co-réalisé Karine de Villers
- 2016 : Delta Park (documentaire),  de Mario Brenta, co-réalisé avec Karine de Villers

## Récompenses et distinctions
- 1994 : Sélection en compétition au 47e Festival de Cannes[1] pour Barnabo delle montagne.